# Give Life Back to Music
Give Life Back to Music è un singolo del gruppo musicale francese Daft Punk, pubblicato il 30 gennaio 2014 come quinto estratto dal quarto album in studio Random Access Memories.

## Descrizione
Il chitarrista Nile Rodgers ha spiegato che una collaborazione con i Daft Punk era «qualcosa di cui avevamo discusso per molto tempo. Ci stimiamo reciprocamente». Il duo si è incontrato con Rodgers per la prima volta durante un listening party dei Daft Punk a New York diversi anni prima e hanno sempre rimandato una possibile collaborazione a causa di alcuni conflitti di programmazione; più tardi Thomas Bangalter e Guy-Manuel de Homem-Christo si sono recati presso l'abitazione di Rodgers per una jam session, prendendo successivamente in considerazione la possibilità di realizzare una collaborazione ufficiale.
I Daft Punk hanno invitato Rodgers agli Electric Lady Studios di New York durante le sessioni del quarto album Random Access Memories: il lavoro con il duo francese ha fatto sentire il chitarrista come se «stessi lavorando con dei contemporanei» e che entrambi si sono incoraggiati l'un l'altro durante la collaborazione. Rodgers ha sottolineato inoltre di come lo stile musicale del duo si sia evoluto grazie all'esplorazione della musica del passato, spiegando che «sono andati indietro per andare avanti».
Alla realizzazione di Give Life Back to Music, oltre a Rodgers, hanno inoltre contribuito i pianisti Chris Caswell e Chilly Gonzales, il quale ha spiegato che tutti i suoi contributi al resto dell'album sono stati registrati in una sessione di un solo giorno, il chitarrista Paul Jackson, Jr., il bassista Nathan East, il batterista John "JR" Robinson e infine Greg Leisz alla pedal steel guitar e Quinn alle percussioni.

## Tracce
Testi e musiche di Thomas Bangalter, Guy-Manuel de Homem-Christo, Paul Jackson, Jr. e Nile Rodgers.
CD promozionale (Francia)
1. Give Life Back to Music (Radio Edit) – 2:59
2. Give Life Back to Music (Album Version) – 4:34 – inclusa nella seconda versione promozionale

## Formazione
Musicisti
- Daft Punk – voce, sintetizzatore modulare
- Paul Jackson, Jr. – chitarra
- Nile Rodgers – chitarra
- Greg Leisz – pedal steel guitar
- Nathan East – basso
- Chris Caswell – tastiera
- Chilly Gonzales – tastiera
- John "JR" Robinson – batteria
- Quinn – percussioni

Produzione
- Thomas Bangalter – produzione
- Guy-Manuel de Homem-Christo – produzione
- Peter Franco – registrazione, assistenza missaggio
- Mick Guzauski – registrazione, missaggio
- Florian Lagatta – registrazione
- Daniel Lerner – ingegneria audio digitale
- Seth Waldmann – assistenza missaggio, assistenza registrazione
- Cory Brice – assistenza registrazione
- Nicolas Essig – assistenza registrazione
- Eric Eylands – assistenza registrazione
- Derek Karlquist – assistenza registrazione
- Miguel Lara – assistenza registrazione
- Mike Larson – assistenza registrazione
- Kevin Mills – assistenza registrazione
- Charlie Pakkari – assistenza registrazione
- Bill Rahko – assistenza registrazione
- Kyle Stevens – assistenza registrazione
- Doug Tyo – assistenza registrazione
- Eric Weaver – assistenza registrazione
- Alana Da Fonseca – registrazione aggiuntiva
- Phil Joly – registrazione aggiuntiva
- Bob Ludwig – mastering

## Classifiche
| Classifica (2014)              | Posizione massima |
| ------------------------------ | ----------------- |
| Belgio (Fiandre)               | 52                |
| Belgio (Vallonia)              | 62                |
| Francia                        | 23                |
| Stati Uniti (dance club)       | 9                 |
| Stati Uniti (dance/electronic) | 18                |
| Svezia                         | 35                |
| Svizzera                       | 58                |